# Dolinka (district de Veľký Krtíš)
Pour les articles homonymes, voir Dolinka (homonymie).
Ne doit pas être confondu avec Dolinka (Kazakhstan) ou Dolinka (Człuchów).
Dolinka (hongrois : Inám) est un village de Slovaquie situé dans la région de Banská Bystrica.

## Histoire
La première mention écrite du village date de 1260.
La localité fut annexée par la Hongrie après le premier arbitrage de Vienne le 2 novembre 1938. En 1938, on comptait 584 habitants dont 4 d'origine juive. Elle faisait partie du district de Šahy (hongrois : Ipolysági járás). Le nom de la localité avant la Seconde Guerre mondiale était Inám. Durant la période 1938 - 1945, le nom hongrois Inám était d'usage. À la libération, la commune a été réintégrée dans la Tchécoslovaquie reconstituée.

## Démographie

### Évolution de la population
| Année:               | 1994. | 2004.   | 2014.   | 2024.   |
| -------------------- | ----- | ------- | ------- | ------- |
| Nombre de personnes: | 561   | 516     | 482     | 446     |
| Différence:          |       | -8,02 % | -6,58 % | -7,46 % |

| Année:               | 2023. | 2024.   |
| -------------------- | ----- | ------- |
| Nombre de personnes: | 457   | 446     |
| Différence:          |       | -2,40 % |